# Sahar Khodayari
Sahar Khodayari (persiska: سحر خدایاری; persiskt uttal: sæhær xodɒjɒri, född 1990 i Qom, död 9 september 2019 i Teheran, även känd som "den blå flickan", var en iransk kvinna som tände eld på sig själv framför Islamiska revolutionens domstol i Teheran den 2 september 2019. Hon protesterade mot ett eventuellt straff på sex månaders fängelse för att ha försökt att komma in på en offentlig stadion för att titta på en fotbollsmatch, mot det nationella förbudet mot kvinnor vid sådana evenemang. Hon dog en vecka senare av sina skador. Khodayaris självmord har väckt mycket debatt i Iran om regeringens begränsningar för kvinnor.